# Young Turks
Young Turks – określenie młodych amerykańskich gangsterów pochodzenia włoskiego skonfliktowanych z pokoleniem starszych mafijnych bossów określanych Wąsatymi Piotrkami.
Głównymi przedstawicielami Young Turks byli:
- Lucky Luciano,
- Frank Costello,
- Joe Adonis,
- Vito Genovese,
- Tommy Lucchese,
- Albert Anastasia.

Starzy bossowie min. Giuseppe „Joe Boss” Masseria i Salvatore Maranzano niechętnie współpracowali z innymi grupami etnicznymi, hołubili stare mafijne – rodem z Sycylii – zwyczaje i rytuały i nie dostrzegali korzyści płynących z utworzenia nowej mafii amerykańskiej (stanowiącej połączenie wielu grup przestępczych w jeden syndykat).
Po zakończonej wojnie Castellammarese przedstawiciele Young Turks przy znaczącym udziale żydowskich gangsterów (m.in.: Meyera Lansky’ego, Bugsy’ego Siegela, Louisa Buchaltera i Abnera Zwillmana) stanęli na czele nowej mafii amerykańskiej. Utworzyli razem „Unione Siciliano”, organizację na wzór dawnego sycylijskiego stowarzyszenia samopomocy z organem rządzącym nazwanym Komisją Syndykatu tzw. Wielką Szóstkę (trzech Włochów i trzech Żydów). Skład Komisji pozostał praktycznie niezmieniony do końca lat pięćdziesiątych.